# 金完龍
金 完龍（キム・ワンリョン、김완룡/キム・ワンヨン、김완용）は、大韓民国の軍人。創氏改名による日本名は金城完龍。

## 経歴
1918年、咸鏡南道に生まれる。中央大学入学。学徒出陣して平壌の平壌の歩兵第41連隊補充隊（通称号：第42部隊）に配属。1944年8月、朴性和（宇原享浩）を中心に反乱を計画し、そのための秘密結社が組織されると、金完龍は委員長となった。しかし同年10月に計画が発覚し、70余名の学徒兵が思想問題、治安攪乱の嫌疑で平壌秋乙憲兵隊に拘禁された。1945年6月の高等軍法会議では、首謀者の1人である金完龍は懲役9年の刑を科せられた。
1945年9月に学徒兵出身者を主とした朝鮮学兵同盟が結成されたが、左翼的色彩の強い団体であったため、これに反対して脱退した37名が同志3千名を集めて学兵団を結成。学兵団委員長に就任。
1946年3月23日付で軍事英語学校卒業、任少尉（軍番10071番）。第6連隊配属。
1946年9月6日、朝鮮警備隊総司令部法務処長（～1948年7月15日）。
1949年9月、清州地区兵事区司令官（大領）。
1950年、大韓青年防衛隊第1団訓練指導官。
1950年6月25日、朝鮮戦争勃発。直前にソウルで開腹手術を受けて寝ていたが、朝鮮人民軍の侵攻により、やっとの思いで漢江を越えて釜山で入院していた。やがて慶尚南道地区戒厳司令官となった蔡秉徳から戒厳業務を任され、慶尚南道地区戒厳民事部長。
1950年10月16日、咸鏡南道地区戒厳民事部長。
1951年11月5日、京畿道地区兵事区司令官。
1951年、ソウル地区戒厳民事部長兼ソウル地区衛戍司令官。
1953年5月4日、陸軍准将。
1953年11月9日、国防部第2局長（9代）。
1954年4月25日、陸軍本部法務監（7代）。
1959年12月18日、陸軍少将。
1962年7月31日、予備役編入。
予備役編入後はソウル証券公証人などを務めた。
1990年、建国勲章愛族章を受章。

## 参考
- 佐々木春隆『朝鮮戦争/韓国篇 上巻 建軍と戦争の勃発前まで』（第4刷）原書房、1983年。ISBN 4-562-00798-2。
- 佐々木春隆『朝鮮戦争/韓国篇 下巻 漢江線から休戦まで』原書房、1977年。
- 姜徳相『朝鮮人学徒出陣 もう一つのわだつみのこえ』岩波書店、1997年。ISBN 4-00-001381-5。
- 兵務廳 (1986). 兵務行政史 上巻. 兵務廳
- 박동찬 (2014) (PDF). 통계로 본 6·25전쟁. 국방부 군사편찬연구소. ISBN 979-11-5598-010-1

| 軍職        | 軍職                                                            | 軍職        |
| ----------- | --------------------------------------------------------------- | ----------- |
| 先代 文容彩 | 大韓民国陸軍京畿道地区兵事区司令官 第2代：1950.11.5 - 1951.7.28 | 次代 厳柱明 |